# Đồng Thịnh, Định Hóa
Đồng Thịnh là một xã thuộc huyện Định Hóa, tỉnh Thái Nguyên, Việt Nam.

## Địa lý
Xã Đồng Thịnh nằm ở trung tâm huyện Định Hóa, có vị trí địa lý:
- Phía đông giáp xã Bảo Cường và xã Trung Hội
- Phía tây giáp xã Định Biên
- Phía nam giáp xã Bình Yên và xã Trung Lương
- Phía bắc giáp xã Bảo Linh và xã Phúc Chu.

Xã Đồng Thịnh có diện tích 13,92 km², dân số năm 1999 là 4.091 người, mật độ dân số đạt 294 người/km².
Đây là nơi hợp lưu của hai khe suối, một chảy từ xã Bảo Linh qua xã Định Biên tới và một từ xã Thanh Định tới, dòng suối sau đó chảy về thị trấn Chợ Chu và đổ vào sông Chợ Chu.

## Lịch sử
Sau năm 1975, Đồng Thịnh là một xã thuộc huyện Định Hóa.
Đến năm 2019, xã Đồng Thịnh được chia thành 22 xóm: An Thịnh 1, An Thịnh 2, Đồng Bo, Nà Lẹng, Du Nghệ 1, Du Nghệ 2, Đồng Làn, Đồng Mòn, Đồng Phương, Nà Chà, Nà Táp, Khuân Ca, Làng Bầng, Co Quân, Đèo Tọt 1, Đèo Tọt 2, Đồng Đình, Búc 1, Búc 2, Làng Bèn, Bồ Kết, Thâm Bây.
Ngày 11 tháng 12 năm 2019, sáp nhập hai xóm An Thịnh 1 và An Thịnh 2 thành xóm An Thịnh, sáp nhập xóm Nà Lẹng vào xóm Đồng Bo, sáp nhập hai xóm Du Nghệ 1 và Du Nghệ 2 thành xóm Ru Nghệ, sáp nhập hai xóm Đồng Mòn và Đồng Phương vào xóm Đồng Làn, sáp nhập xóm Nà Trà vào xóm Nà Táp, sáp nhập xóm Co Quân vào xóm Làng Bầng, sáp nhập hai xóm Đèo Tọt 1 và Đèo Tọt 2 thành xóm Đèo Tọt, sáp nhập ba xóm Đồng Đình, Búc 1, Búc 2 thành xóm Làng Búc, sáp nhập hai xóm Bồ Kết và Thâm Bây vào xóm Làng Bèn.

## Hành chính
Xã Đồng Thịnh được chia thành 10 xóm: An Thịnh, Đèo Tọt, Đồng Bo, Đồng Làn, Khuân Ca, Làng Bầng, Làng Bèn, Làng Búc, Nà Táp, Ru Nghệ.

## Kinh tế
Đồng Thịnh là một trong những xã sản xuất giống lúa đặc sản Bao thai Định Hóa. Đây cũng là một trong 19 xã ATK của tỉnh Thái Nguyên với những cơ chế ưu đãi trong đầu tư kinh tế - xã hội.